# 圣加伦附近阿尔滕马科特
圣加伦附近阿尔滕马科特是奥地利施蒂利亚州利岑县的一个市镇。总面积43.26平方公里，总人口912人，人口密度21.1人/平方公里（2005年）。